# Quercus vulcanica
Pour les articles homonymes, voir Chêne (homonymie).
Genre
Quercus vulcanica est une espèce d'arbres appartenant au genre Quercus.
Cette espèce est présente uniquement dans les villes de Kütahya, Konya, Afyon, Isparta, Eğirdir, Sütçüler en Turquie. Elle est communément appelée Kasnak meşesi, qui se traduit par « chêne de Kasnak ». 

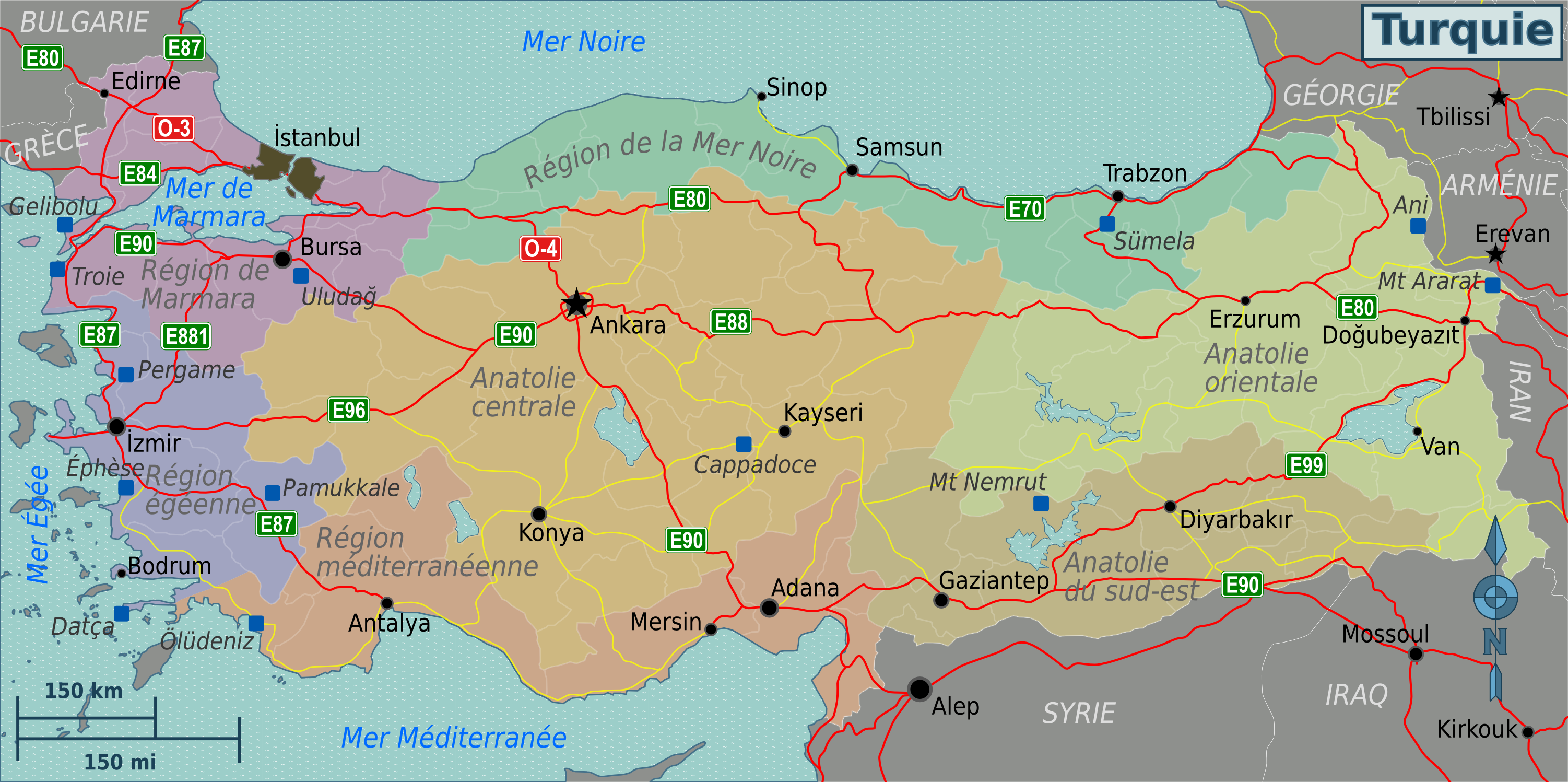
Ville de Konya en Turquie

## Description
Cette espèce ressemble beaucoup à Quercus frainetto (le chêne de Hongrie ou chêne d'Italie). Les feuilles sont assez grandes et profondément lobées. Elles sont alternées. Le fruit est un akène, appelé gland, fixé dans sa cupule. Les glands sont sessiles (sans pédoncule).
Il peut atteindre 25-30 mètres de hauteur.

## Utilisations
En Turquie, le Quercus vulcanica est très précieux, il est utilisé pour son bois, notamment, dans la fabrication du parquet. Son nom courant, Kasnak meşesi (Chêne de Kasnak) vient de son utilisation dans la fabrication d'un meuble en bois appelé Kasnak.
L'écorce, les glands et les feuilles, riches en tanins, possèdent un pouvoir astringent très puissant.